# Peter Curtis (Tennisspieler)
Peter William Curtis (* 29. August 1945 in Woking; † 7. April 2019 in Atlanta) war ein britischer Tennisspieler.

## Karriere
Ab 1965 trat Curtis bei hochklassigen Tennisturnieren an. In diesem Jahr scheiterte er noch in der Qualifikation in Wimbledon. Im Folgejahr erreichte er die dritte Runde im Einzel von Wimbledon und damit sein bestes Karriereergebnis bei diesem Turnier. Sein bestes Einzelergebnis bei einem Grand-Slam-Turnier feierte er 1968 bei den US Open, als er bis ins Achtelfinale vordrang und dort an Tom Okker scheiterte.
Im Doppel konnte er 1967 an der Seite von Graham Stilwell das Halbfinale in Wimbledon erreichen, wo sie gegen die Australier Roy Emerson und Ken Fletcher ausschieden. Seinen größten Erfolg feierte er 1968 im Mixedwettbewerb der US Open, als er an der Seite seiner damaligen Lebensgefährtin Mary-Ann Eisel den Titel sicherte.
Da die Tennisweltrangliste erst 1973 im Einzel und 1976 im Doppel eingeführt wurden, bilden seine Bestplatzierungen nicht seine Erfolge ab.
Er spielte 1969 und 1970 in sechs Begegnungen für die britische Davis-Cup-Mannschaft. Er gewann vier seiner sechs Matches.

## Persönliches
In erster Ehe war Peter Curtis mit Mary-Ann Eisel verheiratet. Er starb im Alter von 73 Jahren. Zu diesem Zeitpunkt hatte er drei Söhne und drei Enkelkinder.

## Erfolge bei Grand-Slam-Turnieren

### Mixed

#### Turniersiege
| Nr. | Datum             | Turnier            | Belag | Partnerin      | Finalgegner                | Ergebnis |
| --- | ----------------- | ------------------ | ----- | -------------- | -------------------------- | -------- |
| 1.  | 9. September 1968 | U.S. Championships | Sand  | Mary-Ann Eisel | Tory-Ann Fretz Gerry Perry | 6:4, 7:5 |